# True Blue Traveler
「True Blue Traveler」（トゥルー・ブルー・トラベラー）は、栗林みな実の楽曲。栗林自身が作詞、菊田大介が作曲を手掛けた。栗林の通算30枚目のシングルとして2013年11月6日にLantisから発売された。

## 音楽性
本曲は、テレビアニメ『IS 〈インフィニット・ストラトス〉 2』のオープニングテーマに起用された。そのためレコーディングに際してもテレビアニメ第1期のオープニングテーマである「STRAIGHT JET」を読み直した上で行われた。曲は恋愛に仲間との協力を織り交ぜた構成になっていることもあり、自身が歌う際も劇中の登場人物の戦闘シーンを表現しながら歌ったという。

## シングルリリース
2013年11月6日にLantisから発売された。栗林のシングルとしては前作「ZERO!!」から6か月ぶりのリリースとなる。
初回限定盤（LALM-4001）と通常盤（LALM-4003）の2種リリースで、初回限定盤には本曲のPVが収録されたDVDが同梱されている。
2曲目「ONE」は、最近の作品のカップリングでバラードが多いことと、自身の30thシングルということもあってか主題歌並のアップテンポの曲に仕上げたという。ちなみに歌詞は東京メトロ丸ノ内線の中で書かれた。

## シングル収録内容
| 全作詞: 栗林みな実。 |                                                                                               |            |            |          |      |
| #                    | タイトル                                                                                      | 作詞       | 作曲       | 編曲     | 時間 |
| 1.                   | 「True Blue Traveler」(テレビアニメ『IS 〈インフィニット・ストラトス〉 2』オープニングテーマ) | 栗林みな実 | 菊田大介   | 菊田大介 | 4:13 |
| 2.                   | 「ONE」                                                                                       | 栗林みな実 | 栗林みな実 | 西添健   | 4:17 |
| 3.                   | 「True Blue Traveler（off vocal）」                                                           | 栗林みな実 |            |          | 4:13 |
| 4.                   | 「ONE（off vocal）」                                                                          | 栗林みな実 |            |          | 4:17 |
| 合計時間:            | 合計時間:                                                                                     | 合計時間:  | 合計時間:  | 17:01    |      |

| #  | タイトル                           | 作詞 | 作曲・編曲 |
| -- | ---------------------------------- | ---- | ---------- |
| 1. | 「True Blue Traveler」(Music Clip) |      |            |

## チャート
| チャート（2013年）                | 最高位 |
| --------------------------------- | ------ |
| オリコン                          | 18     |
| Billboard JAPAN Hot 100           | 49     |
| Billboard JAPAN Hot Singles Sales | 17     |
| Billboard JAPAN Hot Animation     | 9      |